# Larissa França
Larissa França (Cachoeiro de Itapemirim, 14 april 1982), spelersnaam Larissa, is een voormalig Braziliaans beachvolleyballer. Met Juliana Felisberta da Silva werd ze in 2011 wereldkampioen en behaalde ze de bronzen medaille bij Olympische Spelen in 2012. Daarnaast won Larissa achtmaal de FIVB World Tour.

## Carrière

### 1997 tot en met 2003
Larissa begon in 1997 met zaalvolleybal en maakte in 2001 de overstap naar beachvolleybal. Met Leninha speelde ze in Vitória in 2002 haar eerste toernooi in de FIVB World Tour, terwijl een hernia dat jaar haar carrière in gevaar bracht. In 2003 deed ze met Ana Richa mee aan toernooien in Rodos en Berlijn. Het duo won eveneens de bronzen medaille bij de Pan-Amerikaanse Spelen in Santo Domingo door het Canadese duo Nancy Gougeon en Wanda Guenette te verslaan. Bij de WK in Rio de Janeiro dat jaar gingen Larissa en Ana Richa door als derde in de poule, waarna ze in de zestiende finale werden uitgeschakeld door het Amerikaanse duo Jenny Jordan en Annett Davis.

### 2004 tot en met 2012
Van 2004 tot en met 2012 vormde Larissa een spelersduo met Juliana. Bij hun eerste toernooi in Fortaleza eindigden Juliana en Larissa als derde. Vervolgens werden ze tweemaal vijfde, strandden ze eenmaal vroeg in het toernooi en werden ze een keer zevende. Juliana en Larissa boekten hun eerste zege in de World Tour in Mallorca in 2004 waar ze de finale wonnen van het Duitse duo Susanne Lahme en Danja Müsch. Bij de overige toernooien dat seizoen eindigden ze als derde of vijfde. Bij de eerste vier toernooien in 2005 boekten Juliana en Larissa drie overwinningen en werden ze eenmaal tweede. Ze wisten bij de WK in Berlijn zonder setverlies de finale te bereiken die verloren werd van het Amerikaanse duo Kerri Walsh en Misty May-Treanor. In het vervolg van het seizoen lieten Juliana en Larissa alleen de overwinning aan zich voorbijgaan in Espinho (derde) en in Klagenfurt (vijfde); in Sint-Petersburg, Montréal en Acapulco werd gewonnen. Met veertien podiumplaatsen bij vijftien toernooien in 2005 en een totaal van 400 duizend dollar aan prijzengeld zetten ze een nieuw record neer. Bovendien wonnen ze dat jaar de World Tour en werden ze door de FIVB uitgeroepen tot team van het jaar.
Juliana en Larissa vingen 2006 aan met een overwinning in Modena, waarna ze bij de volgende toernooien tweemaal derde werden. Daarna wist het duo zes van de negen toernooien te winnen en bij de drie verloren toernooien bereikten ze de finale. Met een vierde plaats in Acapulco sloten ze het seizoen af, waarmee ze wederom winnaars van de World Tour en team van het jaar waren geworden. Daarnaast werd Larissa – net als in de daaropvolgende jaren tot en met 2012 – verkozen tot beste spelverdeler. Het duo begon in 2007 met een vierde en derde plaats, won daarna de toernooien in Warschau en Espinho en haalde de finale in Berlijn. Bij de WK in Gstaad reikten Juliana en Larissa tot in de halve finales waar ze werden uitgeschakeld door het Chinese duo Tian Jia en Wang Jie. De wedstrijd om het brons werd gewonnen van het tweede Chinese duo Xue Chen en Zhang Xi. In de World Tour boekten ze vervolgens overwinningen in Kristiansand, Åland en Sint-Petersburg en twee tweede plaatsen in Klagenfurt en Fortaleza, waarmee ze voor de derde keer de eindoverwinning in de World Tour behaalden. Bovendien won het duo in 2007 de gouden medaille bij de Pan-Amerikaanse Spelen in Rio door in de finale het Cubaanse duo Dalixia Fernández en Tamara Larrea te verslaan.
In 2008 zetten Juliana en Larissa hun succesreeks voort met overwinningen in Adelaide en Osaka. Daarnaast bereikten ze de finale in Shanghai en eindigden ze bij bijna alle toernooien in de top vijf; alleen in Parijs moesten ze voortijdig opgeven vanwege een gescheurde kruisband bij Juliana. Juliana kon hierdoor niet meedoen aan de Olympische Spelen in Peking waar Larissa met Ana Paula speelde. Ze reikten tot in de kwartfinales waar ze werden uitgeschakeld door Walsh en May-Treanor. Larissa sloot spelend met Vivian Cunha het seizoen af met een overwinning in Guarujá. In 2009 vervolgden Juliana en Larissa hun spel samen en wonnen ze in het begin van het seizoen zowel in Brasilia als in Osaka. Het duo stond in Stavanger voor de tweede keer in de WK-finale die ditmaal verloren werd van het Amerikaanse duo April Ross en Jennifer Kessy. Juliana en Larissa wisten in de World Tour vervolgens alleen niet te winnen in Marseille (zeventiende) en Kristiansand (derde), waarmee ze voor de vierde maal de eindoverwinning boekten.

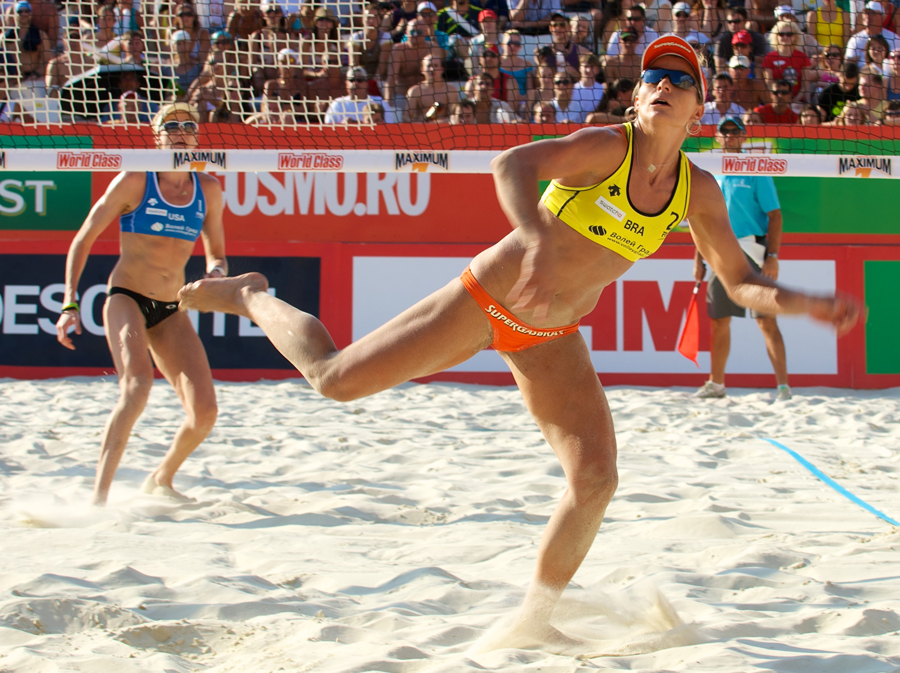
Larissa in actie tijdens de Grand Slam in Moskou (2011)

Juliana en Larissa behaalden in 2010 naast overwinningen in Brasilia, Seoel, Stavanger, Gstaad, Klagenfurt, Stare Jabłonki en Kristiansand ook podiumplaatsen in Shanghai (tweede), Moskou (derde) en Åland (tweede). Het duo wist daarmee voor de vijfde keer de World Tour te winnen. Het jaar daarop werden de eerste twee toernooien in Brasilia en Sanya eveneens gewonnen. Daarna volgden een vijfde plaats in Parijs en een zeventiende plaats in Peking. Bij de WK in 2011 in Rome wist het duo voor derde keer de finale te bereiken waar in drie sets van Walsh en May-Treanor werd gewonnen. Na overwinningen in Gstaad, Stare Jabłonki en Den Haag en podiumplaatsen in Stavanger (derde), Moskou (tweede) en Åland (derde) eindigden Juliana en Larissa opnieuw als eerste in de World Tour. Bovendien wisten ze hun titel bij de Pan-Amerikaanse Spelen in Guadalajara te prolongeren door in de finale het Mexicaanse duo Bibiana Candelas en Mayra García te verslaan.
Bij de eerste toernooien in 2012 eindigden Juliana en Larissa als vierde in Brasilia, als tweede in Sanya en als derde in Shanghai. Ze boekten hun eerste zege van het seizoen in Peking en na een derde plaats in Moskou en twee negende plaatsen in Rome en Gstaad wonnen ze wederom in Berlijn. Bij de Olympische Spelen in Londen wist het duo zonder setverlies de halve finale te bereiken waar verloren werd van Ross en Kessy. Juliana en Larissa wonnen vervolgens de bronzen medaille door Xue en Zhang in de troostfinale in drie sets te verslaan. Na een overwinning in Stare Jabłonki en een vijfde plaats in Åland sloot het duo de World Tour voor de zevende maal als eindwinnaar af. Aan het eind van 2012 kondigde Larissa aan te stoppen met beachvolleybal en zich te richten op haar gezin.

### 2014 tot en met 2017

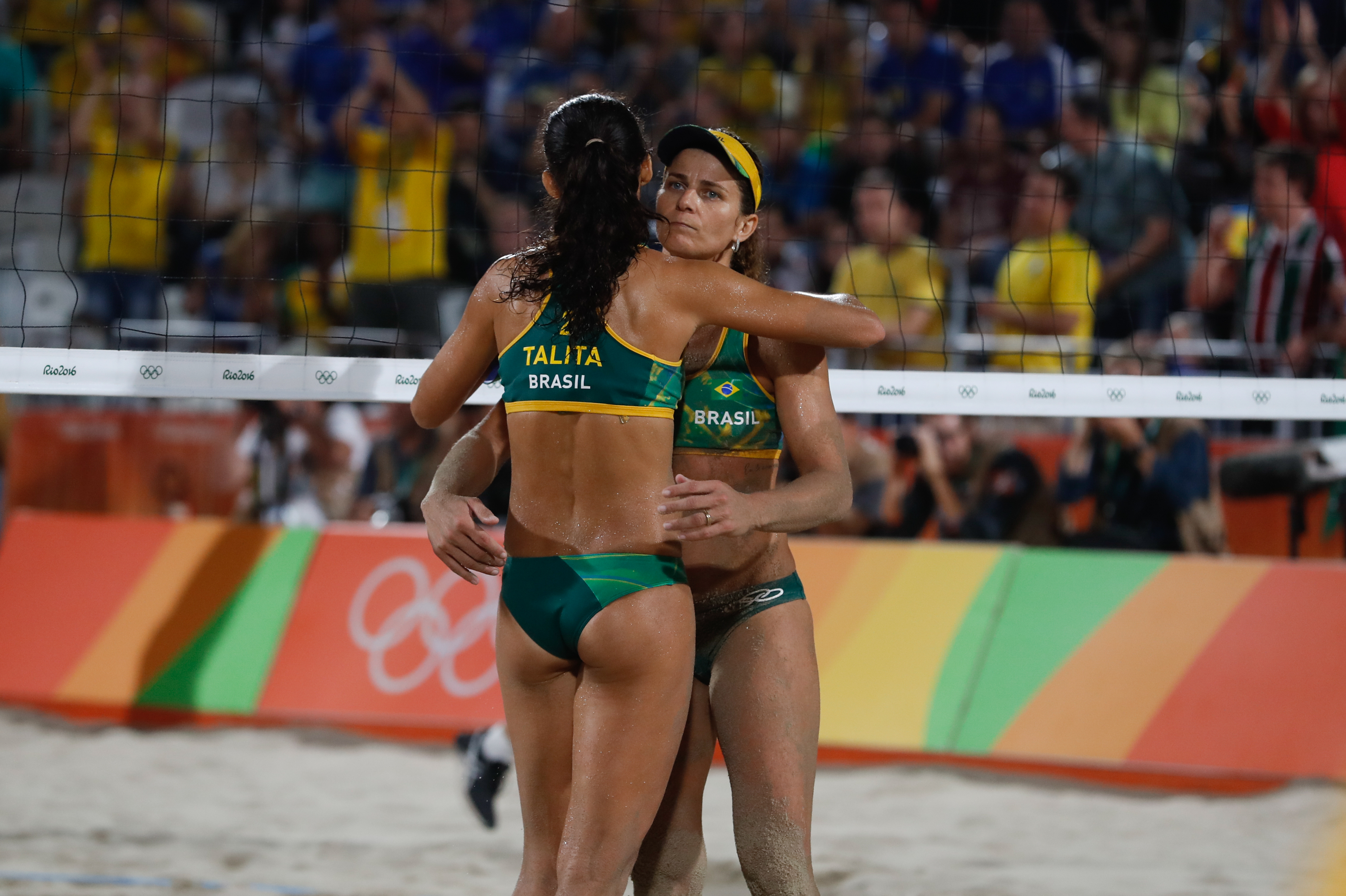
Larissa en Talita na de verloren wedstrijd om het brons bij de Olympische Spelen in Rio de Janeiro (2016)

Larissa maakte in juli 2014 met Talita Antunes da Rocha als nieuwe partner een comeback in de World Tour. Na twee negende plaatsen in Den Haag en Long Beach volgde in Klagenfurt een overwinning voor het duo. Vervolgens wonnen Larissa en Talita in Stare Jabłonki, São Paulo en Paraná en ook in de nationale competitie boekten ze meerdere toernooizeges. Het duo begon 2015 met overwinningen in Moskou en Poreč en een negende plaats in Sint-Petersburg. Bij de WK in Nederland kwamen Larissa en Talita tot aan de achtste finales waar ze werden uitgeschakeld door hun landgenoten Maria Antonelli en Juliana. Alle daaropvolgende toernooien in de World Tour waar ze aan deelnamen met uitzondering van Yokohama wonnen ze, inclusief de seizoensfinale in Fort Lauderdale.
Larissa en Talita begonnen hun seizoen in 2016 met drie toernooien in Brazilië waarbij ze tweemaal als negende eindigden en in Vitória de overwinning pakten. Na podiumplekken in Moskou (tweede), Hamburg (derde) en Olsztyn (tweede) won het duo het toernooi in Gstaad. Bij de Olympische Spelen in Rio wisten ze de halve finales te bereiken waar ze verloren van de latere, Duitse olympisch kampioenen Laura Ludwig en Kira Walkenhorst. De troostfinale om het brons tegen Walsh en Ross werd na drie sets eveneens verloren. Bij de World Tour in 2017 behaalden Larissa en Talita alleen maar top-vijfplaatsen met overwinningen in Fort Lauderdale, Moskou en Olsztyn en wonnen ze het eindklassement van de World Tour. Het duo won bij de WK in Wenen – na in de halve finale opnieuw van Ludwig en Walkenhorst verloren te hebben – de bronzen medaille door het Canadese duo Sarah Pavan en Melissa Humana-Paredes in de troostfinale te verslaan.

## Palmares
Kampioenschappen
- 2003:  Pan-Amerikaanse Spelen
- 2005:  WK
- 2007:  WK
- 2007:  Pan-Amerikaanse Spelen
- 2008: 5e OS
- 2009:  WK
- 2011:  WK
- 2011:  Pan-Amerikaanse Spelen
- 2012:  OS
- 2016: 4e OS
- 2017:  WK

FIVB World Tour
- 2004:  Fortaleza Open
- 2004:  Mallorca Open
- 2004:  Grand Slam Marseille
- 2004:  Rio de Janeiro Open
- 2005:  Shanghai Open
- 2005:  Osaka Open
- 2005:  Milaan Open
- 2005:  Gstaad Open
- 2005:  Grand Slam Stavanger
- 2005:  Sint-Petersburg Open
- 2005:  Espinho Open
- 2005:  Grand Slam Parijs
- 2005:  Montréal Open
- 2005:  Athene Open
- 2005:  Salvador Open
- 2005:  Acapulco Open
- 2005:  Kaapstad Open
- 2005:  FIVB World Tour
- 2006:  Modena Open
- 2006:  Shanghai Open
- 2006:  Athene Open
- 2006:  Grand Slam Gstaad
- 2006:  Grand Slam Stavanger
- 2006:  Marseille Open
- 2006:  Montréal Open
- 2006:  Sint-Petersburg Open

- 2006:  Grand Slam Parijs
- 2006:  Grand Slam Klagenfurt
- 2006:  Porto Santo Open
- 2006:  Vitória Open
- 2006:  FIVB World Tour
- 2007:  Seoel Open
- 2007:  Warschau Open
- 2007:  Espinho Open
- 2007:  Grand Slam Berlijn
- 2007:  Grand Slam Klagenfurt
- 2007:  Kristiansand Open
- 2007:  Åland Open
- 2007:  Sint-Petersburg Open
- 2007:  Fortaleza Open
- 2007:  FIVB World Tour
- 2008:  Adelaide Open
- 2008:  Shanghai Open
- 2008:  Osaka Open
- 2008:  Barcelona Open
- 2008:  Guarujá Open
- 2009:  Brasilia Open
- 2009:  Osaka Open
- 2009:  Grand Slam Gstaad
- 2009:  Grand Slam Moskou
- 2009:  Grand Slam Klagenfurt
- 2009:  Stare Jabłonki Open
- 2009:  Kristiansand Open
- 2009:  Åland Open
- 2009:  Den Haag Open
- 2009:  Barcelona Open
- 2009:  FIVB World Tour
- 2010:  Brasilia Open
- 2010:  Shanghai Open
- 2010:  Seoel Open
- 2010:  Grand Slam Moskou
- 2010:  Grand Slam Gstaad
- 2010:  Grand Slam Stavanger
- 2010:  Grand Slam Klagenfurt
- 2010:  Grand Slam Stare Jabłonki
- 2010:  Kristiansand Open

- 2010:  Åland Open
- 2010:  FIVB World Tour
- 2011:  Brasilia Open
- 2011:  Sanya Open
- 2011:  Grand Slam Stavanger
- 2011:  Grand Slam Gstaad
- 2011:  Grand Slam Moskou
- 2011:  Grand Slam Stare Jabłonki
- 2011:  Åland Open
- 2011:  Den Haag Open
- 2011:  FIVB World Tour
- 2012:  Sanya Open
- 2012:  Grand Slam Shanghai
- 2012:  Grand Slam Peking
- 2012:  Grand Slam Moskou
- 2012:  Grand Slam Berlijn
- 2012:  Grand Slam Stare Jabłonki
- 2012:  FIVB World Tour
- 2014:  Grand Slam Klagenfurt
- 2014:  Grand Slam Stare Jabłonki
- 2014:  Grand Slam São Paulo
- 2014:  Paraná Open
- 2015:  Grand Slam Moskou
- 2015:  Poreč Major
- 2015:  Gstaad Major
- 2015:  Grand Slam Long Beach
- 2015:  Grand Slam Olsztyn
- 2015:  Rio de Janeiro Open
- 2015:  World Tour Finals Fort Lauderdale
- 2016:  Vitória Open
- 2016:  Grand Slam Moskou
- 2016:  Hamburg Major
- 2016:  Grand Slam Olsztyn
- 2016:  Gstaad Major
- 2017:  5* Fort Lauderdale
- 2017:  3* Moskou
- 2017:  5* Gstaad
- 2017:  4* Olsztyn
- 2017:  World Tour Finals Hamburg
- 2017:  FIVB World Tour

## Persoonlijk
Larissa is sinds 2013 getrouwd met Liliane Maestrini die eveneens professioneel beachvolleybal speelt.